# Etne
Etne é uma comuna norueguesa do condado de Hordalândia e distrito de Hordalândia Setentrional com sede em Etnesjøen. Possui 692 quilômetros quadrados e de acordo com o censo de 2019, havia 4 077 habitantes. Além de sua capital, engloba o assentamento de Skånevik.